# 肉感海岸 美巨乳店員のいるお店
『肉感海岸 美巨乳店員のいるお店』（にくかんかいがん びきょにゅうてんいんのいるおみせ）は、吉行由実監督の日本映画。2025年7月18日劇場公開。

## 概要
吉行由実が描く大人の恋の応援映画。女性の恋をめぐる三角関係を描くとドロドロの愛憎劇になりがちなところを、今の交際相手、過去の交際相手ともに背中を押して応援するという「感情の軋轢を乗り越えた」状況を描く。
撮影はオール横須賀ロケで行われた

## あらすじ
海の見えるカフェ「BLUE MOON」で働く店員の亜梨沙とマスターの純也。2人は実は同棲している。純也はかつて人気バンドのギタリストとして活躍しており、当時の交際相手・波子は浮気され傷つき別れた過去を持つ。
現在の波子は仕事に邁進しており、部下を抱えるビジネスウーマンとなっていた。ある日、かつての友人・梨花と約10年ぶりに再会。梨花こそ純也と別れるきっかけとなった浮気相手だったのだ。わだかまりを抱えつつも、梨花から純也の現在の状況を知り恋に怖がっていた時間を進めるために決心して会いに行く。

## 登場人物
亜梨紗
演 - 安位薫
海辺のカフェ「BLUE MOON」に勤める美巨乳な店員。実はカフェオーナーの純也と同棲している。
波子
演 - 愛葉るび
かつて純也と交際していたビジネスウーマン。離別以来、恋愛が怖くなり独身を貫いていたが、あるきっかけで純也を追いかけて店を訪れることになる。
純也
演 - 樹カズ
海辺のカフェ「BLUE MOON」の経営者。かつてはバンドを率いた人気ミュージシャンだったが3年前に地元に帰り、思い出の海岸傍でカフェをオープンした。
梨花
演 - 酒井あずさ
純也のかつての恋人のひとりで現在は主婦。ある日波子と10年ぶりに再会する。
郁夫
演 - 光永勇輝
宅配ドライバーで、亜梨紗のセフレ。
佐伯
演 - 赤羽一真
波子の部下の一人。
- 広瀬結香
- 野間清史
- アキバウリ
- 佐藤政光
- 二本木毅
- ヨチノリ君
- 浦山大介

## スタッフ
- 監督・脚本：吉行由実
- 撮影監督：倉本和人
- 録音：西山秀明
- 編集：中野貴雄
- ラインプロデューサー：江尻大
- 選曲：大室京介
- 音響効果：うみねこ音響
- 音響 整音：竹内雅乃
- スチル：本田あきら
- 監督助手：赤羽一真
- 撮影助手：郷田或
- ロケ地協力：Uragaシェル、どぶ板シェル、ヨコスカシェル、酒と宿と不動産、澁谷光則
- ポストプロダクション：スノビッシュ・プロダクツ
- 仕上げ：東映ラボ・テック
- 制作：オフィス吉行
- 提供：オーピー映画